# ورزشگاه اسکی پرش آلپنسیا
ورزشگاه اسکی پرش آلپنسیا (انگلیسی: Alpensia Ski Jumping Stadium) یک ورزشگاه چندمنظوره در داگوالیئونگ-میئون، کره جنوبی است.
این ورزشگاه که در سال ۲۰۰۸ تأسیس شده میزبان مسابقات اسکی پرش بازی‌های المپیک زمستانی ۲۰۱۸ می‌باشد، همچنین این ورزشگاه قابلیت برگزار مسابقات فوتبال را نیز دارد.
ورزشگاه آلپنسیا دارای دو سکو پرش می‌باشد